# Saint-Jean-de-Thurigneux
Saint-Jean-de-Thurigneux – miejscowość i gmina we Francji, w regionie Owernia-Rodan-Alpy, w departamencie Ain.

## Demografia
Według danych na styczeń 2012 roku gminę zamieszkiwały 783 osoby, a gęstość zaludnienia wynosiła 48,9 osób/km².